# كيث براونينج
كيث براونينج (بالإنجليزية: Keith Browning)‏ هو عالم أرصاد بريطاني، ولد في 31 يوليو 1938.